# おぅワイや!清原和博番長日記
『おぅワイや!清原和博番長日記』（おぅわいや きよはらかずひろばんちょうにっき）は、写真週刊誌『フライデー』に1997年5月から2003年5月まで掲載されていた、当時の巨人軍選手・清原和博の動向についての名物企画記事。
執筆者は船川輝樹。船川は連載の際、「おう、ワイや」というフレーズを書きたいがために、「番長日記」を始めている。好評ゆえに、2003年に単行本化された。企画終了後に船川が『週刊現代』に異動したため、『週刊現代』でも1回のみ掲載された。清原引退後には、記事をまとめた『清原和博 番長伝説 1985～2008』で最後の復活を遂げた（清原引退後なので、「これが最後の日記や!」と書かれている）。しかし、2013年の6月7日号の「フライデー」では久々に掲載され、以降も度々不定期で掲載されていた。尚、星野仙一が阪神時代の監督をしていた時や、MLB時代の新庄剛志、中田翔、高橋由伸版も何度か掲載されたことがある。

## 概要
清原和博のスクープ写真を元に、「おぅワイや!」で始まり、「以上、清原調でお届けしました」と言う文章が特徴で、実際は写真を元に、勝手に話を作り上げたものである。
清原は2001年『ジャンクSPORTS』（フジテレビ系）のスペシャルにゲスト出演した際、「番長日記」について浜田雅功に突っ込まれると「僕は"俺"とか言いますが、"ワイ"なんて言っていません」と説明（ただし、自分のことを"ワシ"と言うことはたまにあるとのこと）。番長日記については「俺は昔からフライデーに殴られっぱなしだから、今後もそれでいい。しかし、あれはマジで面白い」と容認した。また、この本が原因で知らない人から「番長」と呼ばれて、困ったと語っている。清原が知らない事も、書かれてある時があるとのこと。

## 書籍
- おうワイや!清原和博番長日記―1997|05→2003|05　出版社: 講談社 (2003/05) ISBN 4063528014
- 清原和博 番長伝説 1985〜2008 『FRIDAY』が追い続けた24年間（FRIDAY編集部、2008年、ISBN 978-4062151375）